# Swannay Brewery
Highland Brewing Company è un birrificio situato nelle isole Orcadi, in Scozia. È stato fondato nel 2005 da Rob Hill, che precedentemente ha lavorato all'Orkney Brewery e alla Moorhouse's Brewery. Le prime birre furono prodotte alla fine del 2004 negli impianti della Moorhouse, mentre la prima birra brassata nelle Orcadi è del gennaio 2006. Gli impianti di produzione sono situati nella vecchia latteria di Swannay Farms, su Mainland. Nel 2015 il birrificio ha cambiato il proprio nome in Swannay Brewery per rimarcare le proprie radici orcadi.

## Birre
- Orkney Best: bitter, 3,6% vol[3]
- Dark Munro: dark mild ale, 4% vol[3]
- Scapa Special: pale ale, 4,2% vol[3]

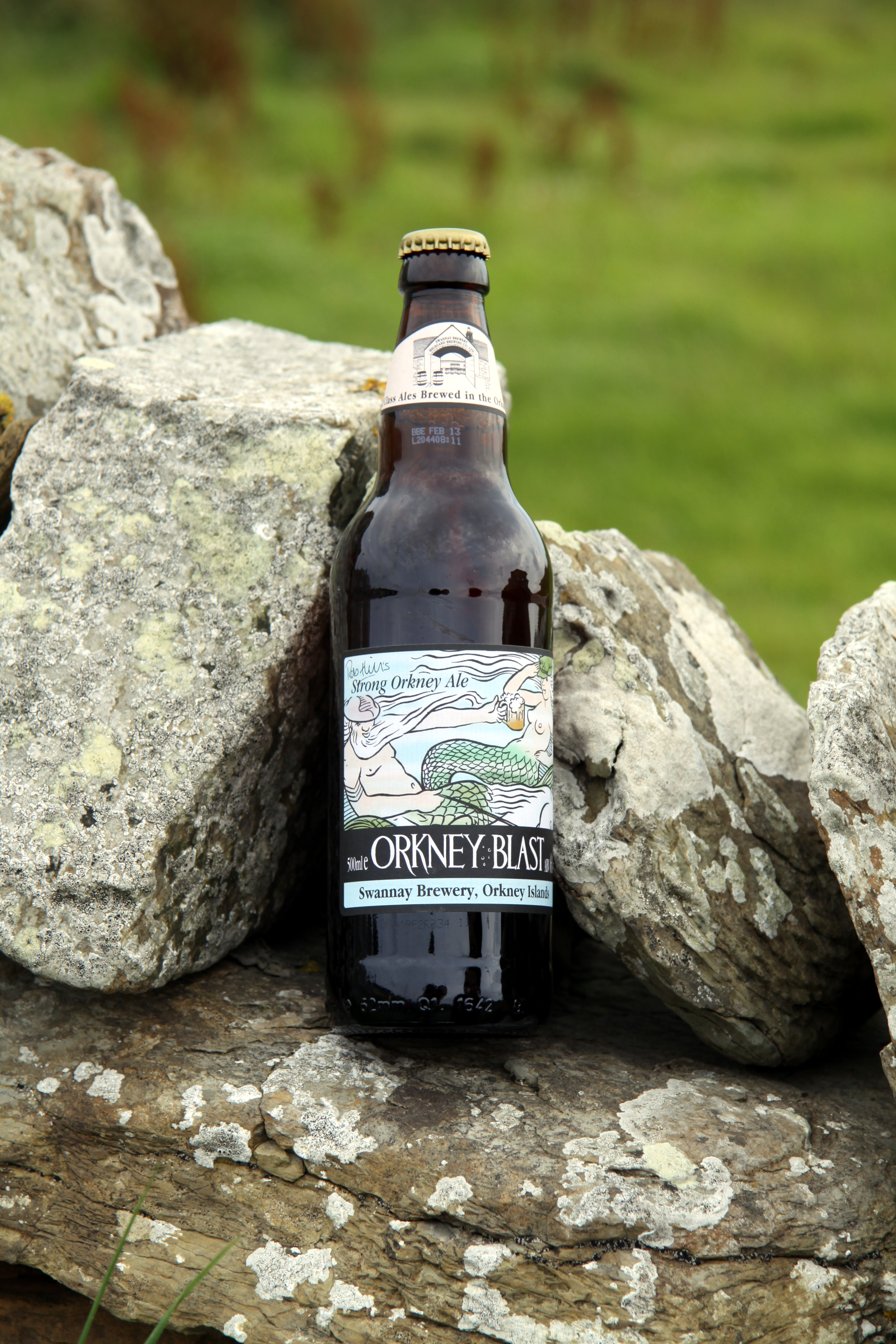
Una bottiglia di Orkney Blast

- St Magnus Ale: scottish ale, 4,5% vol[3]
- Orkney IPA: english IPA, 4,8% vol[3]
- Orkney Blast: strong ale, 6% vol[3]
- Orkney Porter: porter, 9% vol[3]

### Birre stagionali o ritirate
- Light Munro: mild ale, 3% vol[4]
- Island Hopping: golden ale, 3,9% vol[4]
- Orkney Stout: stout, 4,2% vol[4]
- Old Norway: barley wine, 9,0% vol[4]
- Staff Pint: bitter, 4,2% vol[4]
- The Duke IPA: India Pale Ale, 5,2% vol[4]
- Egilsay: american strong ale, 6,0% vol[4]
- Christmas Light: bitter, 3,8% vol[4]
- 770 Wheat Beer: hefeweizen 4,2% vol[4]
- Black Sporran: porter, 4,7% vol[4]
- Citra: golden ale, 3,9% vol[4]
- Pale Ale: pale ale, 4,7% vol[4]
- Strong Northerley, 5,5% vol[5]
- Blues Beer: 3,8% vol[5]
- Blues Festival: 3,9% vol[5]
- Highland Games: 3,6% vol[5]

## Premi e riconoscimenti

### Champion Beer of Scotland
Riconoscimenti assegnati dal CAMRA alle migliori birre scozzesi (Champion Beer of Scotland).
- Dark Munro - medaglia d'oro nel 2007
- Scapa Special - medaglia d'oro nel 2008 e d'argento nel 2015
- Orkney Best - medaglia di bronzo nel 2008 e d'argento nel 2012
- Orkney Blast - medaglia d'oro nel 2010
- Orkney IPA - medaglia d'oro nel 2012 e nel 2018
- St Magnus Ale - medaglia di bronzo nel 2013